# 日松乡
日松乡，是中华人民共和国西藏自治区阿里地区日土县下辖的一个乡镇级行政单位。

## 行政区划
日松乡下辖以下地区：
德汝村、甲岗村和过巴村。